# Joaquín Gaztambide
Joaquín Romualdo Gaztambide y Garbayo (Tudela, Navarra, 7 de febrero de 1822-Madrid, 18 de marzo de 1870) fue un compositor español del siglo XIX, conocido por sus zarzuelas.

## Biografía
Era hijo de Juan José Gaztambide y Pilara Garbayo Goicoechea. Fue bautizado el 7 de febrero en la iglesia catedral de Tudela. Su casa natal se situaba en el n.º 2 de la Plaza de los Fueros de Tudela. Era el tercer hijo del matrimonio aunque los dos mayores fallecieron a temprana edad. Igualmente sus padres fallecieron en 1824 y 1827 respectivamente quedando al cuidado de su tío paterno, Vicente, padre del músico Javier Gaztambide Zia y residente en Pamplona.
Había iniciado sus estudios de solfeo en Tudela con Pablo Rubla, maestro de capilla de la catedral tudelana y desde 1834, con 12 años, ya en Pamplona su tío Vicente lo pone a estudiar piano y composición con José Guelbenzu, padre de Juan María Guelbenzu, y Mariano García, organista de la Catedral de Pamplona que llegaría a ser director de la Academia de Música. Posteriormente impartirá clases de piano y tocará el contrabajo en la orquesta del teatro pamplonés.
Insatisfecho con estas actividades que no llenaban sus aspiraciones artísticas, se traslada a Madrid en 1842, donde recibe clases en el Conservatorio de música María Cristina. Profundiza sus estudios de piano con Pedro Albéniz y de composición con Ramón Carnicer. Para sobrevivir toca el contrabajo en las orquestas de los teatros del Circo y Príncipe. En 1845 es director del coro de la compañía italiana del Teatro de la Cruz con la ayuda de su amigo Francisco de Salas. Da conciertos como pianista por provincias, en compañía del profesor de flauta Pedro Sarmiento y el oboísta Pedro Soler. 
En 1847 viaja a París como director de orquesta de una compañía de actores y bailarines españoles organizada por el empresario Juan Lombía, aunque la gira no tuvo el éxito económico esperado. De vuelta a Madrid (1849), y a propuesta de Baltasar Saldoni, recibe la oferta de dirigir la orquesta del Teatro Español de Madrid (1848). Dirige los conciertos matinales en que participa el afamado violinista Antonio Bazzini. Aunque escribió obras para piano y orquesta, incluyendo ballets y una sinfonía, sus principales esfuerzos en esta época estaban dirigidos al movimiento para revivir la tradición de la zarzuela, género del que fue uno de los impulsores. Así, pone en práctica las experiencias vividas en París con la ópera cómica y estrena la zarzuela, La mensajera (1849), cuyo éxito le anima a continuar componiendo, aunque ya en 1846 había estrenado en el Teatro de la Cruz Un alijo en Sevilla, con libreto de Luis Olona.
En 1850 dirige juntamente con Rafael Hernando y Francisco Asenjo Barbieri el Teatro Variedades de Madrid y el de los Basilios. Fue cofundador de la Sociedad Artística, creada en 1851 para explotar el Teatro del Circo, en la que participó como compositor y director de orquesta. 
En 1856 entra como socio en la empresa de entonces recién inaugurado Teatro de la Zarzuela de Madrid, de la que, además, será compositor y director. En 1859 viaja a París y Londres. En 1860 dirige funciones de ópera. En 1862 dirige los primeros grandes conciertos que se ofrecen en España, organizados por la Sociedad Artístico Musical de Socorros Mutuos. 
El 19 de diciembre de 1863 estrena en el Teatro de la Zarzuela La conquista de Madrid, con libreto de Luis Mariano de Larra. En 1865 es contratado como director de orquesta del teatro de los Campos Eliseos de Madrid. En 1868 es nombrado director y presidente de la Sociedad de Conciertos de Madrid, donde estrenó la obertura de Tannhäuser, de Richard Wagner. 
En 1869 hizo una gira por Cuba y México con su propia compañía, y regresó a España a principios de 1870 con graves problemas de salud y arruinado económicamente. Poco después de llegar a Madrid, murió a consecuencia de una enfermedad hepática. Tiene dedicadas calles en algunas capitales españolas (Pamplona, Málaga, Madrid).
Por desgracia, sus restos mortales han desaparecido durante un traslado en 1955 a Tudela (Navarra). Dentro de su nicho han aparecido los resto cadavéricos de una mujer con zapatos de tacón rojos.

## Estilo
De buen gusto italianizante, a la manera de Gaetano Donizetti, su música, sin embargo, hace uso de los ritmos españoles y canciones populares, y de haber sido su carrera más larga es muy posible que hubiera llegado a ser tan famoso como Francisco Asenjo Barbieri. Entre otras obras, pueden mencionarse sus zarzuelas La Mensajera (1849), El valle de Andorra (1851), Catalina (1854), Los magiares (1857), El juramento (1858) y La conquista de Madrid (1863).

## Obras

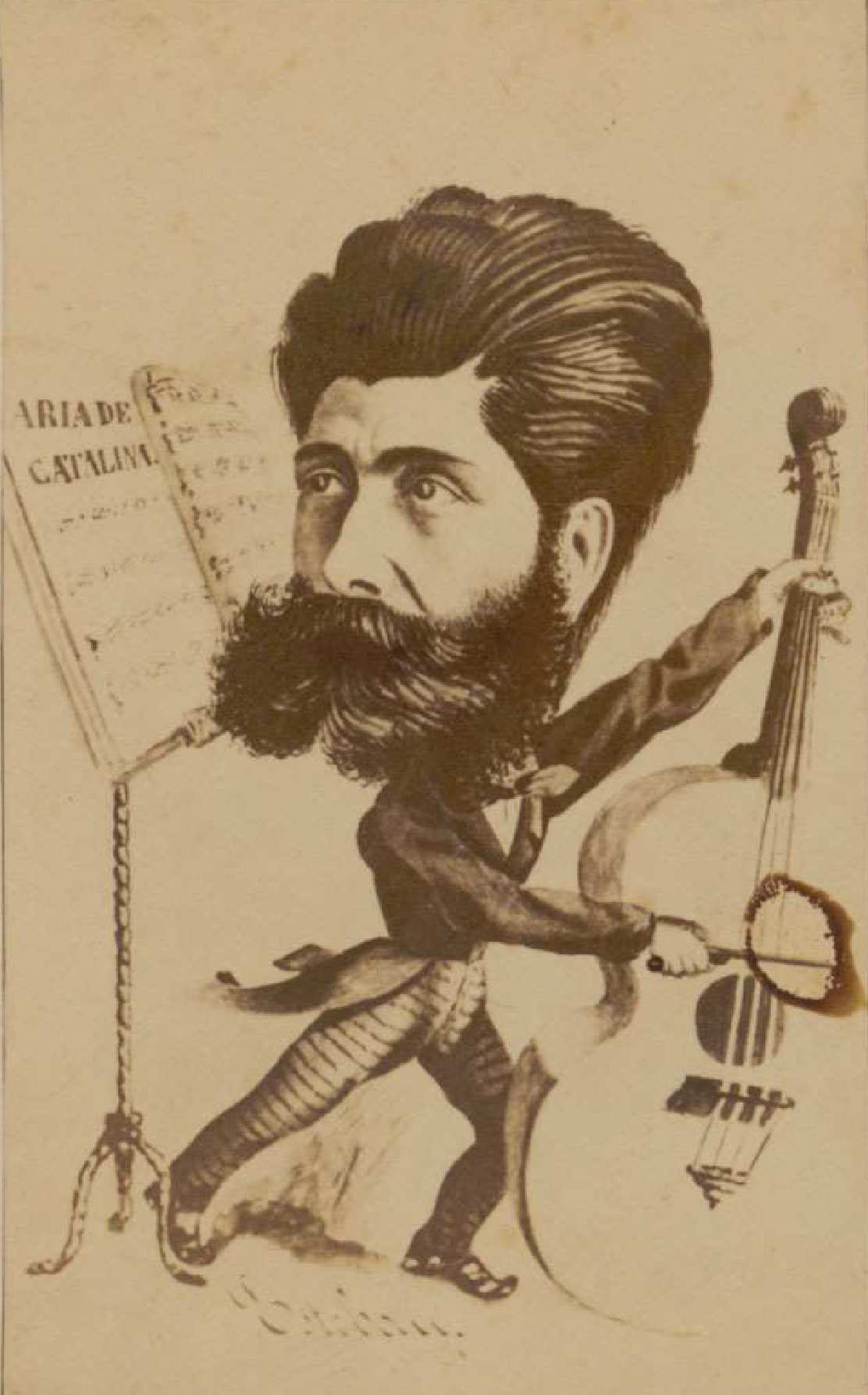
Caricatura de Joaquín Gaztambide con partitura de Catalina

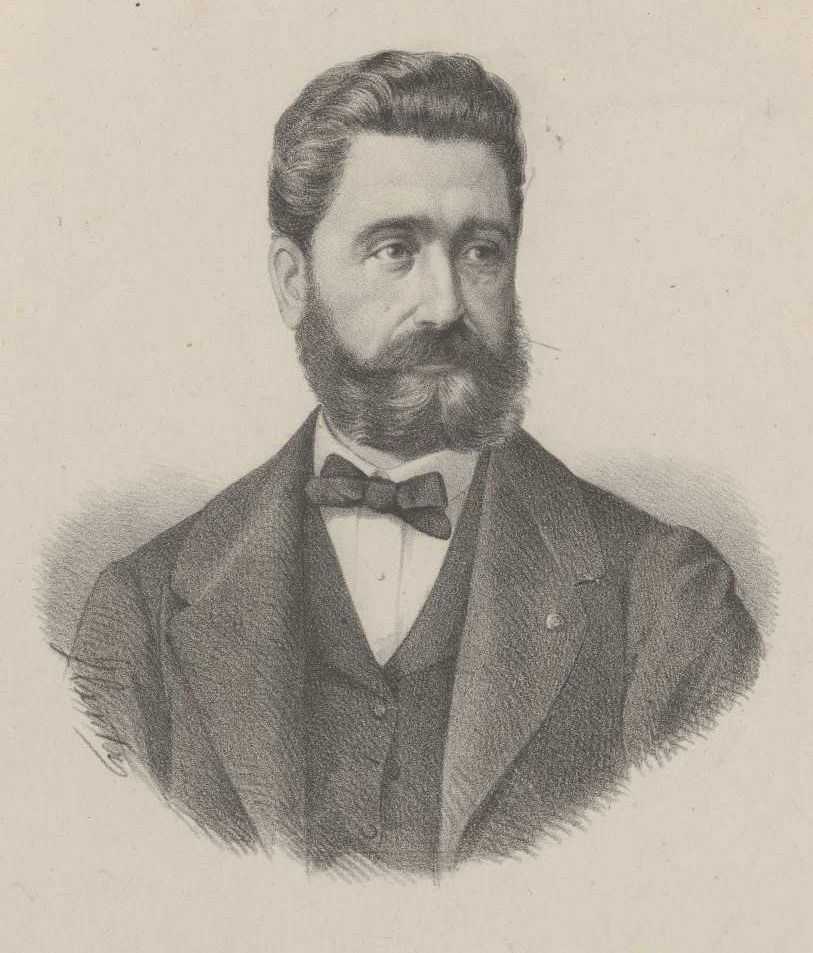
Gaztambide (lit. entre 1866-1872?)

- Un alijo en Sevilla - libreto: José Olona, 1 Acto (1846)
- La mensajera - libreto: Luis Olona, 2 Actos (1849)
- A última hora - libreto: J. Olona, entremés lírico-dramático 1 Acto (1850)
- Las señas del archiduque - libreto: Ceferino Suárez Bravo, 2 Actos (1850)
- Escenas en Chamberí - libreto: J. Olona, capricho cómico-lírico-ballet 1 Acto (1850), en colaboración con Barbieri/Hernando/Oudrid
- La picaresca - libreto: Carlos García Doncel/Eusebio Asquerino, 2 Actos (1851), en colaboración con Barbieri
- Al amanecer - libreto: Mariano Pina, entremés lírico-dramático (1851)
- Tribulaciones - libreto: Tomás Rodríguez Rubí, 2 Actos (1851)
- Por seguir a una mujer - libreto: L. Olona, viaje 1 Acto (1851), en colaboración con Barbieri/Hernando.
- El sueño de una noche de verano - libreto: Patricio de la Escosura, 3 Actos (1852)
- El estreno de una artista - libreto: Ventura de la Vega, 1 Acto (1852)
- El secreto de la reina - libreto: L. Olona, 3 Actos (1852), en colaboración con Hernando i Castellanos
- El valle de Andorra - libreto: L. Olona, 3 Actos (1852)
- La cotorra - libreto: L. Olona, 1 Acto (1853)
- Don Simplicio Bobadilla - libreto: Manuel y Victorino Tamayo, 3 Actos (1853), en colaboración con Barbieri/Hernando/Inzenga
- La cisterna encantanda - libreto: de la Vega, 3 Actos (1853)
- El hijo de familia (El lancero voluntario) - libreto: L. Olona, 3 Actos (1853), en colaboración con Oudrid/E. Arrieta
- Un día de reinado (Reinar un día) - libreto: Antonio García Gutièrrez y L. Olona, 3 Actos (1854), en colaboración avec Barbieri/Inzenga/Oudrid
- Catalina - libreto: L. Olona, 3 Actos (1854)
- Estebanillo Peralta - libreto: de la Vega, 3 Actos (1855), en colaboración con Oudrid
- Los comuneros - libreto: Adelardo López de Ayala, 3 Actos (1855)
- El sargento Federico - libreto: L. Olona, 4 Actos (1855), en colaboración con Barbieri
- El amor y el almuerzo - libreto: L. Olona, farsa 1 Acto (1856)
- Entre dos aguas - libreto: Antonio Hurtado, 3 Actos (1856), en colaboración con Barbieri
- La alegoría - libreto: L. Olona/Hurtado, 1 Acto (1856), en colaboración con Arrieta / Barbieri
- Cuando ahorcaron a Quevedo - libreto: L. Eguílaz, 3 Actos, en colaboración con Manuel Fernández Caballero
- El lancero - libreto: Francisco Camprodón, 1 Acto (1857)
- Los magiares - libreto: L. Olona, 4 Actos (1857)
- Amar sin conocer - libreto: L. Olona, 3 Actos (1858), en colaboración con Barbieri
- Casado y soltero - libreto: L. Olona, 1 Acto (1858)
- Un pleito - libreto: F. Camprodón, 1 Acto (1858)
- El juramento - libreto: L. Olona, 3 Actos (1858)
- Un viaje aerostático - libreto: Javier Ramírez, 1 Acto (1859), en colaboración con Oudrid
- La hija del pueblo - libreto: Emilio Álvarez, 2 Actos (1859)
- El diablo las carga - libreto: F. Camprodon, 3 Actos (1860)
- Una vieja - libreto: F. Camprodón, 1 Acto (1860)
- Anarquía conyugal - libreto: Jacinto Octavio Picón, 1 Acto (1861)
- Una niña - libreto: F. Camprodon, 1 Acto (1861)
- La edad en la boca - libreto: Narciso Serra, pasillo filosófico-casero 1 Acto (1861)
- Una historia en un mesón - libreto: Narciso Serra, 1 Acto (1861)
- Del palacio a la taberna - libreto: F. Camprodón, 3 Actos (1861)
- ¡En las astas del toro! - libreto: Carlos Frontaura, 1 Acto (1862)
- Las hijas de Eva - libreto: Luis Mariano de Larra, 3 Actos (1862)
- Matilde y Malek-Adel - libreto: Carlos Frontaura, 3 Actos (1863); en colaboración con Oudrid
- La conquista de Madrid - libreto: Luis Mariano de Larra, 3 Actos (1863)
- Antes del baile, en el baile y después del baile - libreto: Manuel del Palacio/Álvarez, apropósito cómico-lírico-bailable, 1 Acto (1864)
- Los caballeros de la Tortuga - libreto: Eusebio Blasco, drama lírico-alegórico-fantástico-burlesco, 3 Actos (1867)
- La varita de virtudes - libreto: Luis Mariano de Larra, 3 Actos (1868)